# Горец Вейриха
Горец Вейриха (лат. Persicaria weyrichii) — вид травянистых растений рода Горец (Persicaria) семейства Гречишные (Polygonaceae). Встречается под устаревшим синонимичным названием Таран Вейриха (лат. Aconogonon weyrichii). Согласно данным базы GBIF и POWO на май 2024 года, вид относится к семейству Кёнигия (Koenigia), и имеет научное название Кёнигия Вейриха (лат. Koenigia weyrichii), а Persicaria weyrichii является синонимом.

## Ботаническое описание
Многолетнее травянистое растение.
Стебли до 1(2) м высотой, покрытые короткими темными волосками, в верхней части — войлочные, прямые, слабо ветвистые, глубоко бороздчатые, с полыми междоузлиями. Может укореняться в нижних узлах.
Листья овальные, остроконечные, 12–20(30) см длиной, 10–15 см шириной. Сверху голые, снизу с густым войлочным опушением, почти белые. Черешки около 2 см длиной. Раструбы удлиненные, перепончатые, с сильно развитыми жилками, волосистые, рано разрушающиеся до полного исчезновения.
Соцветия — метёлки, терминальные и пазушные, нижние — короче, верхние — длиннее листьев. Прицветники прозрачные, двулопастные. Цветки собраны группами по 3–6. Пыльниковые цветки значительно крупнее обоеполых. Тычинок 8. Завязь трехгранная, вполовину длины околоцветника. Столбиков три, рыльца грибообразные.
Плоды в чашечке из трех наружных долей околоцветника, трехгранные, обратно-овальные, розово-красные, блестящие, до 1 см длиной. Плод-орешек, трехгранный с продолговато-овальными гранями, черно-бурый.
Хромосомное число 2n = 20

## Распространение и экология
Природный ареал охватывает север Японии и Южные Курилы. В России встречается на территории Дальнего Востока (Сахалин и Курильские острова). В северных и центральных регионах как заносное или одичавшее у дорог, в населенных пунктах.

## Значение и применение
Растение используется в качестве декоративного и кормового.

## Классификация

### Таксономия
- Persicaria weyrichii (F.Schmidt) H.Gross, 1913, Bot. Jahrb. Syst. 49: 320

Вид Горец Вейриха относится к роду Горец (Persicaria) семейства Гречишные (Polygonaceae) порядка Гвоздичноцветные (Caryophyllales) последовательно входящего в клады Суперастериды → Эвдикоты → Цветковые растения. Таксономическая схема в соответствии с Системой APG IV по состоянию на декабрь 2023 года:
|  |                          |  |                                   |                                   |                     |  | еще 40 семейств | еще 40 семейств |                   |  |  |  | еще 65 подтвержденных видов и 209 видов в статусе "неподтвержденных" |
|  |                          |  |                                   |                                   |                     |  | еще 40 семейств | еще 40 семейств |                   |  |  |  | еще 65 подтвержденных видов и 209 видов в статусе "неподтвержденных" |
|  |                          |  |                                   | порядок Гвоздичноцветные          |                     |  |                 |                 | род Горец         |  |  |  |                                                                      |
|  |                          |  |                                   | порядок Гвоздичноцветные          |                     |  |                 |                 | род Горец         |  |  |  |                                                                      |
|  | клада Цветковые растения |  |                                   |                                   | семейство Гречишные |  |                 |                 | вид Горец Вейриха |  |  |  |                                                                      |
|  | клада Цветковые растения |  |                                   |                                   | семейство Гречишные |  |                 |                 |                   |  |  |  |                                                                      |
|  |                          |  | ещё 63 порядка цветковых растений | ещё 63 порядка цветковых растений |                     |  |                 | еще 60 родов    | еще 60 родов      |  |  |  |                                                                      |
|  |                          |  |                                   | ещё 63 порядка цветковых растений |                     |  |                 |                 | еще 60 родов      |  |  |  |                                                                      |